# Pla del Forn (Gaià)
El Pla del Forn és una conjunt de cases unifamiliars del municipi de Gaià (Bages) inclosa en l'Inventari del Patrimoni Arquitectònic de Catalunya.

## Descripció
Conjunt de Cases Unifamiliars, amb planta baixa i un pis, alienades en forma d'un gran carrer al peu de la carretera de Navàs a Gaià (km.4). Els materials bàsic utilitzats foren la pedra i el totxo. Han restat durant molt de temps deshabitades i s'han condicionat a principis del segle XXI com a cases d'estiueg pels caps de setmana principalment.

## Història
El Carrer de Gaià, al Pla de Forn, va néixer a finals del s.XVIII i principis del s.XIX, quan Gaià coneixia la gran experiència agrícola del noble F.d'A. de Delàs. Aquestes construccions foren les cases dels colons que treballen les terres del noble gironí, es dedicaven al correu de la vinya i l'olivera.